# Distrito electoral de Falls City (condado de Richardson, Nebraska)
Falls City (en inglés: Falls City Precinct) es un distrito electoral ubicado en el condado de Richardson en el estado estadounidense de Nebraska. En el Censo de 2010 tenía una población de 220 habitantes y una densidad poblacional de 2,57 personas por km².

## Geografía
Falls City se encuentra ubicado en las coordenadas 40°2′42″N 95°36′39″O / 40.04500, -95.61083. Según la Oficina del Censo de los Estados Unidos, Falls City tiene una superficie total de 85.45 km², de la cual 85.32 km² corresponden a tierra firme y (0.15%) 0.13 km² es agua.

## Demografía
Según el censo de 2010, había 220 personas residiendo en Falls City. La densidad de población era de 2,57 hab./km². De los 220 habitantes, Falls City estaba compuesto por el 95.91% blancos, el 2.73% eran amerindios, el 0.91% eran asiáticos y el 0.45% pertenecían a dos o más razas.